# Trichoplites ingressa
Trichoplites ingressa là một loài bướm đêm trong họ Geometridae.